# Tchartar
Tchartar (in armeno Ճարտար?), traslitterato anche Jartar, denominato anche Guneychartar (in armeno Ղոլզէ Ճարտար?, in azero Güneyçartar o Çartar), è una comunità rurale del distretto di Xocavənd, in Azerbaigian, fino al 2024 appartenente alla regione di Martuni, nella repubblica dell'Artsakh (fino al 2017 denominata repubblica del Nagorno Karabakh).
Il paese nel 2015 contava oltre quattromila abitanti ed è situato a pochi chilometri dal capoluogo regionale. Negli anni 2010 ha visto un incremento della popolazione anche a seguito di progetti di sviluppo urbanistico.
Nei pressi sorge la chiesa di Eghishe Kuys Anapat.
Nel settembre 2017 Tchartar si è gemellata con il comune francese di Décines-Charpieu.